# 田中剛
田中 剛（たなか つよし、1961年2月13日 - ）は、東京都出身の騎手、調教師。JRA、美浦トレーニングセンター所属。
娘はフリーアナウンサーの田中歩。

## 経歴

### 騎手時代
少年時代はプロボクサーであった実父・田中敏朗の影響でボクシングクラブに所属していたという。中学生のころ、浦河町の辻牧場で数か月間騎手になるための修行をした。
1979年、騎手免許取得。所属は柄崎義信厩舎。JRA初騎乗は3月3日、アローキングダムに騎乗し8着だった。5月13日、カチウマタローで勝利しJRA初勝利を挙げる。
1988年、JRA通算100勝を達成する。1991年、優秀障害騎手賞を初受賞。
1995年、JRA賞最多勝利障害騎手初受賞となる。日本人騎手として初めてグランドナショナルに騎乗。
1998年、横山富雄以来史上2人目の平地100勝・障害100勝を達成した。また、フランスに遠征しレースに騎乗した。
2009年、5月に怪我から復帰する際の精密検査で変形性頚椎症と診断された。主治医は「生命の危険がある」と指摘し、本人は障害免許を返上し平地競走の騎乗に専念することも考えたが、年齢を考慮し、7月30日に現役引退を発表した。10月31日をもって引退、東京競馬場第4競走障害未勝利の後、引退式が行われた。

### 調教師時代
柄崎孝厩舎の調教助手に転身したあと、2010年の新規調教師試験に合格、同年3月1日より技術調教師となった。その後、同年10月20日付けで中野渡清一が勇退するのに伴い、10月21日に厩舎を開業した。
2011年6月11日、東京ジャンプステークスをマジェスティバイオが優勝、調教師として重賞初制覇。同年の中山大障害にも優勝し、J・GI初制覇。
2012年1月5日の中山金杯をフェデラリストで平地重賞初制覇を果たした。自身騎手時代に平地グレードレースを制覇できなかったため、これが騎手、調教師時代を通じての平地グレードレース初制覇となった。
2012年4月14日、前年の中山大障害に続いて、マジェスティバイオが中山グランドジャンプを制し、秋春連続でのJ・GI制覇となった。同年の朝日杯フューチュリティステークスをロゴタイプで制し、調教師として平地GI初制覇。
2013年4月13日、皐月賞をロゴタイプで制し、調教師としてクラシック、八大競走初制覇。

## 騎手成績
| 通算成績 | 1着 | 2着 | 3着 | 騎乗数 | 勝率 | 連対率 |
| -------- | --- | --- | --- | ------ | ---- | ------ |
| 平地     | 157 | 216 | 247 | 3833   | .041 | .097   |
| 障害     | 207 | 191 | 179 | 1420   | .146 | .280   |
| 計       | 364 | 407 | 426 | 5253   | .069 | .228   |

|            | 日付           | 競走名             | 馬名             | 頭数 | 人気 | 着順 |
| ---------- | -------------- | ------------------ | ---------------- | ---- | ---- | ---- |
| 初騎乗     | 1979年3月3日   | -                  | アローキングダム | -    | -    | 11着 |
| 初勝利     | 1979年5月13日  | 障害勝入           | カチウマタロー   | 5頭  | 5    | 1着  |
| 重賞初騎乗 | 1979年6月3日   | 東京障害特別（春） | カチウマタロー   | 10頭 | 5    | 3着  |
| 重賞初勝利 | 1980年12月20日 | 中山大障害（秋）   | カチウマタロー   | 10頭 | 8    | 1着  |
| GI初騎乗   | 1986年5月25日  | 東京優駿           | カツタイフウオー | 23頭 | 22   | 20着 |

### 主な騎乗馬
- カチウマタロー（1980年中山大障害（秋））
- オンワードボルガ（1985年中山大障害（秋）、東京障害特別（秋））
- ピーチシャダイ（1985年東京障害特別（春））
- シンコウアンクレー（1991年中山大障害（春））
- ディビーグロー（1992年東京障害特別（秋））
- ロンゲット（1993年東京障害特別（春））
- ゴールデンアイ（1995年東京新聞杯）
- ノーザンレインボー（1998年東京障害特別（秋）、中山大障害（春））
- レガシークレスト（1998年阪神障害ステークス（秋））
- ケイティタイガー（1999年中山グランドジャンプ2着）
- ヒカルボシ（2001年新潟ジャンプステークス）
- ダイワデュール（2003年東京ハイジャンプ）
- アグネスハット（2006年中山大障害3着）

### 表彰
- 優秀障害騎手賞（1991年、1992年、1995年、1998年、2001年）
- 最多勝利障害騎手賞（1995年、1998年、2001年）

## 調教師成績
|                    | 日付           | 競馬場・開催  | 競走名        | 馬名               | 頭数 | 人気 | 着順 |
| ------------------ | -------------- | ------------- | ------------- | ------------------ | ---- | ---- | ---- |
| 初出走             | 2010年10月23日 | 4回東京5日8R  | 3歳上500万下  | ドンドドーン       | 12頭 | 3    | 8着  |
| 初勝利             | 2011年4月3日   | 2回阪神4日7R  | 4歳上500万下  | ドンドドーン       | 16頭 | 5    | 1着  |
| 重賞初出走・初勝利 | 2011年6月11日  | 3回東京7日8R  | 東京ジャンプS | マジェスティバイオ | 14頭 | 8    | 1着  |
| GI初出走・初勝利   | 2011年12月24日 | 5回中山7日10R | 中山大障害    | マジェスティバイオ | 10頭 | 1    | 1着  |

### 主な管理馬
太字はGI級競走を示す
- マジェスティバイオ（2011年中山大障害、東京ジャンプステークス、東京ハイジャンプ、2012年中山グランドジャンプ）
- フェデラリスト（2012年中山金杯、中山記念）
- ロゴタイプ（2012年朝日杯フューチュリティステークス、2013年皐月賞、スプリングステークス、2016年安田記念）
- シャンパンカラー（2023年NHKマイルカップ）

出典: